# Dorottya Faluvégi
Dorottya Faluvégi (n. 31 martie 1998, în Budapesta) este o handbalistă maghiară care joacă pentru clubul FTC-Rail Cargo Hungaria și echipa națională a Ungariei. Faluvégi evoluează pe postul de extremă dreapta.

## Palmares
- Magyar Kupa:
  -  Câștigătoare: 2017

- Liga Campionilor EHF:
  - Sfert-finalistă: 2015

- Cupa Cupelor EHF:
  - Semifinalistă: 2015